# 35 East Wacker
El 35 East Wacker, también conocido como Jewelers' Building, es un rascacielos histórico de 40 plantas y 159 metros de altura situado en el Loop de Chicago, Estados Unidos, en la intersección de Wabash Avenue, frente al río Chicago. Se construyó entre 1925 y 1927, y fue diseñado por Joachim G. Giaver y Frederick P. Dinkelberg. Fue el edificio más alto del mundo fuera de Nueva York. Antiguamente llamado Pure Oil Building y North American Life Insurance Building, 35 East Wacker fue catalogado en 1978 en el Registro Nacional de Lugares Históricos como edificio integrante del Michigan–Wacker Historic District, y se designó Chicago Landmark el 9 de febrero de 1994.
Durante sus primeros catorce años, las 23 plantas más bajas del edificio albergaban un aparcamiento, con un ascensor de coches que facilitaba las transferencias seguras a los comerciantes de joyería. Actualmente, la Cámara de Comercio Franco-Americana de Chicago es un inquilino del rascacielos, y la showroom del arquitecto Helmut Jahn está en la cima del edificio, en el interior de la cúpula, que originalmente albergaba un restaurante. Actualmente, el edificio se está renovando, manteniendo la fachada, pero remodelando el interior con una configuración más moderna. Tanto la sección de Chicago del American Institute of Architects como el Ayuntamiento de Chicago han reconocido esta renovación con premios.

## En la cultura popular
- El edificio aparece en escenas de la película Batman Begins de 2005.
- La escena clímax de la película de 2011 Transformers: el lado oscuro de la luna sucede en la cima del edificio, que resulta gravemente dañado, junto con la mayor parte de Chicago, en la gigantesca batalla de robots posterior.[12]
- En 2012, en el episodio 2 de la primera temporada de United States of America del History Channel apareció el histórico ascensor del edificio, fabricado por Otis Elevator Company.
- El edificio aparece en la serie de televisión The Good Wife, en la que contiene las oficinas del bufete de abogados Lockhart/Gardner.
- En el videojuego de carreras Emergency Call Ambulance (Sega 1999), el jugador conduce junto al edificio en el tercer caso. Sin embargo, en el juego hay una gasolinera en la parte inferior del edificio, que no tiene relación con la realidad.

## Inquilinos
- Mercury Records (1950 - 1973)
- Feeding America

## Galería de imágenes

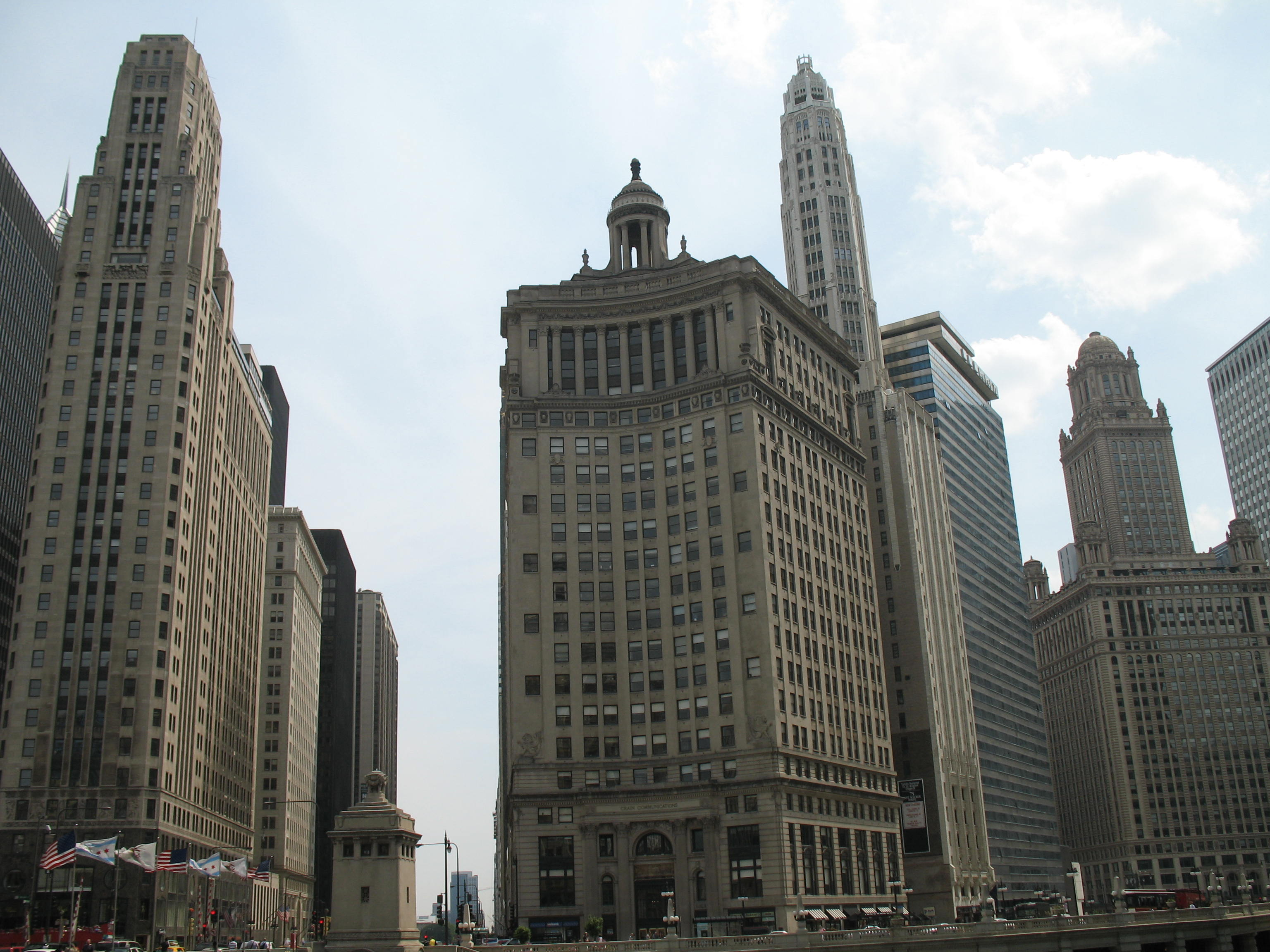
333 North Michigan, 360 North Michigan, Mather Tower y 35 East Wacker.
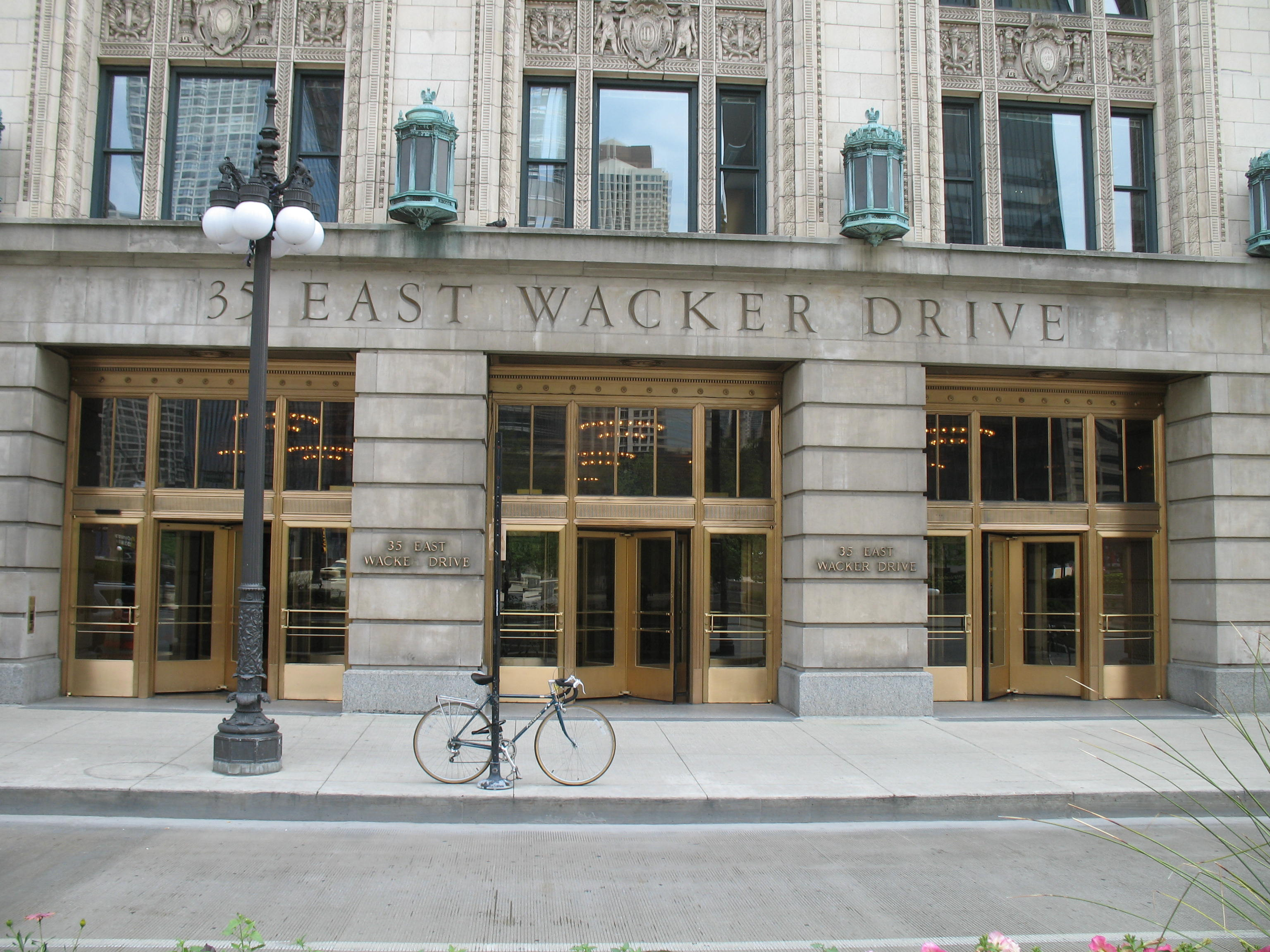
Entrada en Wacker Drive.
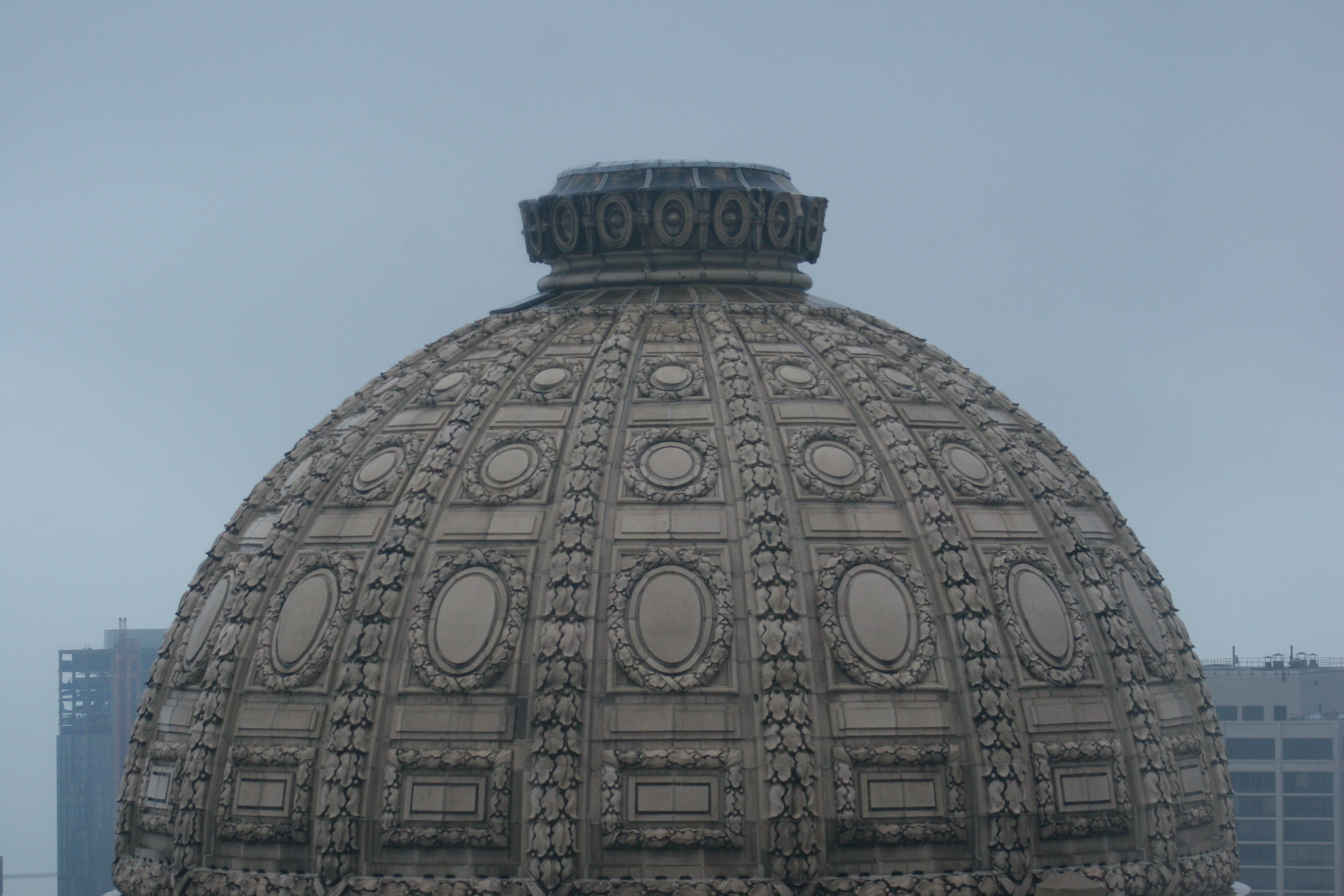
La cúpula que corona el edificio.